# Hugo Pérez Balderas
Hugo Pérez Balderas (Barcelona, 16 de diciembre de 2002) es un futbolista español que juega como defensa central, recientemente fichado por el RCD Espanyol de la Primera División española. 

## Trayectoria
Nacido en Barcelona, se une al fútbol base del RCD Espanyol en 2014 tras representar a la EF Gavà y UE Cornellà. 
En 2017 ficha por el Deportivo Alavés para jugar en su cantera, en el equipo cadete. Debuta con el filial con 17 años, siendo juvenil, el 1 de noviembre de 2020 al jugar los 16 minutos finales de una derrota por 3-0 en el Sardinero frente al Racing de Santander en la Segunda División B, jugando 12 partidos con el Deportivo Alavés B. En la misma temporada 2020-2021, fue convocado en cuatro ocasiones con el primer equipo en Primera División, entrenado por Javier Calleja, aunque no llegó a debutar. 
En la temporada 2022-2023 se marcha al Villarreal CF, fichando por el Villarreal CF C, segundo filial del en tercera RFEF, con dinámica del primer filial, Villarreal CF B en Segunda División y alternando partidos y convocatorias con ambos equipos.
Logra debutar con el filial el 7 de octubre de 2022 al partir como titular en una derrota por 3-1 frente al Sporting de Gijón en la Segunda División.
La temporada 2023-2024, ya con ficha del Villarreal CF B, realiza la pretemporada con el primer equipo, jugando varios amistosos. El sábado 15 de octubre en el Plantío, sufre una grave lesión, rompiendose el ligamento cruzado de la rodilla izquierda, en una jugada fortuita en el minuto 40 de la primera parte del partido Burgos CF-Villarreal B, siendo operado el lunes 24 del mismo mes en la clínica Quirón de Barcelona por el prestigioso Dr. Ramón Cugat. 
El día 14 de septiembre de 2024, 11 meses después de la lesión, vuelve a entrar en una convocatoria, ahora en Primera RFEF.
En junio de 2025 se oficializa su fichaje por el RCD Espanyol, de Primera División siendo cedido a la SD Huesca de la liga Hypermotion para la temporada 2025-2026.

## Clubes
Actualizado al último partido disputado el 17 de agosto de 2025.
| Temporada | Club                       | Categoría           | Convocado | Partidos jugados | Minutos | Tarjetas Amarillas | Tarjetas Rojas | Goles |
| --------- | -------------------------- | ------------------- | --------- | ---------------- | ------- | ------------------ | -------------- | ----- |
| 2025-2026 | SD Huesca                  | 2ª División         | 1         | 0                | 0       | 0                  | 0              | 0     |
| 2024-2025 | Villarreal CF "B"          | 1ª RFEF             | 34        | 28               | 2433    | 3                  | 0              | 1     |
| 2023-2024 | Villarreal CF "B"          | 2ª División         | 11        | 4                | 165     | 0                  | 0              | 0     |
| 2022-2023 | Villarreal CF "C"          | 3ª RFEF             | 23        | 23               | 2070    | 5                  | 0              | 1     |
|           | Villarreal CF "B"          | 2ª División         | 21        | 6                | 456     | 4                  | 0              | 0     |
| 2021-2022 | Deportivo Alavés "B"       | 3ª RFEF             | 8         | 3                | 37      | 1                  | 0              | 0     |
| 2020-2021 | Deportivo Alavés (juvenil) | Juvenil D.Honor     | 21        | 20               | 1650    | 5                  | 2              | 7     |
|           | Deportivo Alavés "B"       | 2ªB                 | 14        | 7                | 413     | 2                  | 0              | 1     |
|           | Deportivo Alavés           | La Liga 1ª División | 4         | 0                | 0       | 0                  | 0              | 0     |